# Équipe de Turquie féminine de basket-ball
Cet article traite de l'équipe féminine. Pour l'équipe masculine, voir Équipe de Turquie masculine de basket-ball.
Maillots
L'équipe de Turquie féminine de basket-ball (en Turc: Türkiye Millî Basketbol Takımı) est l'équipe nationale qui représente la Turquie dans les compétitions internationales féminine de basket-ball. Elle est placée sous l’égide de la Fédération de Turquie de basket-ball (TBF). L'équipe est affiliée à la FIBA depuis 1936. Son surnom est Potanın Perileri ce qui signifie « fées du creuset ».
La Turquie doit attendre 69 ans pour atteindre la phase finale d'un grand championnat, les championnats d'Europe 2005 où elle finit 8e. Elle se qualifie pour les deux éditions suivantes en 2007 et 2009, obtenant deux nouveaux résultats de milieu de classement, finissant deux fois 9e. La Turquie est la grande surprise des championnats d'Europe 2011 durant lesquels, malgré deux tours de groupe difficiles dont elle ne s'extrait qu'à la différence de points particulière, elle parvient à se hisser en finale où elle chute contre la Russie. En 2012, elle défendra ses chances lors du tournoi préolympique au cours duquel elle se qualifie pour ses premiers Jeux olympiques. La Turquie a obtenu 1 médaille d'or aux Jeux méditerranéens en 2005, et deux médailles d'argent en 1987 et 1997.

## Histoire

### 2014
Une seule naturalisée pouvant prendre part aux compétitions internationales, Quanitra Hollingsworth  cède sa place - dernière recalée - à Latoya Sanders dans le cadre de la préparation pour le Mondial 2014. Cansu Koksal et Tilbe Senyure font leurs débuts au détriment de Naile Cirak et Aysegul Gunay.

### 2015
Battues en quart de finale par les Serbes, les Turques affrontent les Russes pour la 5e place, qualificative pour le tournoi pré-olympique. À égalité à 59 partout, une prolongation est nécessaire pour départager les deux équipes, malgré Lara Sanders (28 points, 13 rebonds), et Nevriye Yılmaz (15 points, 7 rebonds). Les Turques l'emportent 68 à 66 sur des actions décisives de Birsel Vardarlı (8 points, 5 rebonds, 5 passes décisives).

### 2016
En quarts de finale olympique, l'Espagne vient à bout de la Turquie sur le fil, 64 à 62 après avoir été malmenée sur l'essentiel de la rencontre. L'expérience de Lara Sanders (22 points, 10 rebonds et 4 interceptions) a longtemps prévalu sur la jeunesse d'Astou Ndour (10 points et 9 rebonds) Si Alba Torrens n'a inscrit que 6 points à 3/12 aux tirs, elle se bat pour capter 11 rebonds. L'Espagne est en tête 29 à 25 à la mi-temps, mais subit un 11-0 turc au retour des vestiaires avec une Bahar Çağlar (9 points et 4 rebonds) entreprenante. Les Turques ont encore huit points d'avance à 4 minutes de la fin, mais Anna Cruz (14 points et 6 passes décisives) et Laura Nicholls (12 points et 10 rebonds) inscrivent quatre points chacune pour égaler à l'entrée de la dernière minute. Cruz donne un petit avantage aux Ibères, mais Torrens perd la dernière possession au profit de Sanders qui égalise. Il ne reste que 4 secondes et c'est Cruz qui marque au buzzer pour qualifier l'Espagne en demi-finales.

## Résultats

### Palmarès
| Compétitions mondiales                             | Compétitions continentales                                                                                          | Autres compétitions                                                       |
| -------------------------------------------------- | --- | ------------------------------------------------------------------------- |
| - Jeux olympiques - Néant - Coupe du monde - Néant | - EuroBasket - Finaliste en 2011 - Troisième en 2013 - Championnat d'Europe des petits pays (1) - Vainqueur en 1991 | - Jeux méditerranéens (1) - Vainqueur en 2005 - Finaliste en 1987 et 1997 |

### Parcours en compétitions internationales

#### Jeux olympiques
| Année | Position      |      | Année         | Position |               | Année | Position |
| 1976  | Non qualifiée | 1996 | Non qualifiée | 2016     | 6e            |       |          |
| 1980  | Non qualifiée | 2000 | Non qualifiée | 2020     | Non qualifiée |       |          |
| 1984  | Non qualifiée | 2004 | Non qualifiée | 2024     | Non qualifiée |       |          |
| 1988  | Non qualifiée | 2008 | Non qualifiée | 2028     | -             |       |          |
| 1992  | Non qualifiée | 2012 | 5e            | 2032     | -             |       |          |

#### Coupe du monde
| Année | Position      |      | Année         | Position |               | Année | Position |
| 1953  | Non qualifiée | 1979 | Non qualifiée | 2006     | Non qualifiée |       |          |
| 1957  | Non qualifiée | 1983 | Non qualifiée | 2010     | Non qualifiée |       |          |
| 1959  | Non qualifiée | 1986 | Non qualifiée | 2014     | 4e            |       |          |
| 1964  | Non qualifiée | 1990 | Non qualifiée | 2018     | 10e           |       |          |
| 1967  | Non qualifiée | 1994 | Non qualifiée | 2022     | Non qualifiée |       |          |
| 1971  | Non qualifiée | 1998 | Non qualifiée | 2026     | -             |       |          |
| 1975  | Non qualifiée | 2002 | Non qualifiée | 2030     | -             |       |          |

#### EuroBasket
| Année | Position      |      | Année         | Position |               | Année | Position |
| 1938  | Non qualifiée | 1976 | Non qualifiée | 2003     | Non qualifiée |       |          |
| 1950  | Non qualifiée | 1978 | Non qualifiée | 2005     | 8e            |       |          |
| 1952  | Non qualifiée | 1980 | Non qualifiée | 2007     | 9e            |       |          |
| 1954  | Non qualifiée | 1981 | Non qualifiée | 2009     | 9e            |       |          |
| 1956  | Non qualifiée | 1983 | Non qualifiée | 2011     | Finaliste     |       |          |
| 1958  | Non qualifiée | 1985 | Non qualifiée | 2013     | Troisième     |       |          |
| 1960  | Non qualifiée | 1987 | Non qualifiée | 2015     | 5e            |       |          |
| 1962  | Non qualifiée | 1989 | Non qualifiée | 2017     | 5e            |       |          |
| 1964  | Non qualifiée | 1991 | Non qualifiée | 2019     | 14e           |       |          |
| 1966  | Non qualifiée | 1993 | Non qualifiée | 2021     | 14e           |       |          |
| 1968  | Non qualifiée | 1995 | Non qualifiée | 2023     | 14e           |       |          |
| 1970  | Non qualifiée | 1997 | Non qualifiée | 2025     | 7e            |       |          |
| 1972  | Non qualifiée | 1999 | Non qualifiée | 2027     | -             |       |          |
| 1974  | Non qualifiée | 2001 | Non qualifiée | 2029     | -             |       |          |